# Stratfor
Strategic Forecasting, Inc., plus couramment appelé Stratfor, est une société privée américaine qui œuvre dans le domaine du renseignement. Elle a été fondée en 1996 à Austin (Texas) par George Friedman, qui en est son responsable du renseignement et son directeur général jusqu’en 2015. Son but premier est d'aider ses clients dans le domaine de la sécurité. Elle publie aussi une infolettre qui est diffusée auprès du grand public. Elle est réputée pour sa tradition du secret, surtout à propos de ses clients qui ont un niveau de sécurité top secret.

## Activités
Stratfor publie un rapport quotidien de renseignements depuis sa fondation en 1996. Elle devient connue des médias lorsqu'elle publie son Kosovo Crisis Center lors des frappes aériennes de l'OTAN en 1999 contre le Kosovo, ce qui lui vaut des articles dans le magazine Time, le Texas Monthly et d'autres journaux. Avant la fin de l'année 1999, Stratfor met en place un service d'abonnement par lequel elle publie la majorité de ses analyses. Dans les jours qui suivent les attentats du 11 septembre 2001, Stratfor commence à publier gratuitement des breaking news (« dernières nouvelles »), tout comme des analyses qui discutent des actions prévisibles de l’organisation terroriste Al-Qaïda et de celles de l'administration de George W. Bush.
Stratfor est citée par les médias, tels que CNN, Bloomberg, Associated Press, Reuters, The New York Times et BBC, comme un expert du renseignement pour les questions stratégiques et tactiques.  Barron's qualifie l’agence d’analyses de « CIA clandestine ».

## Histoire
La liste des clients de Stratfor est confidentielle et l’agence se targue d'avoir plusieurs clients qui font partie de la liste du Fortune 500 ou qui sont des agences gouvernementales de calibre international.
Des journaux évoquent en décembre 2011 le fait que des membres d'Anonymous ont volé des courriels et des numéros de cartes de crédit des bases de données de Stratfor. Cependant, le jour suivant, Anonymous nie être l'auteur de cette attaque informatique. Le groupe de hackers AntiSec affirme ensuite avoir recueilli la liste des clients et les numéros de cartes de crédit dans un but de « bienfaisance »,. Cependant, Stratfor avance que le groupe a seulement mis la main sur la liste des clients. Le site Internet de Stratfor fait l’objet d’une mise à niveau à la suite de cet incident. Le journaliste américain Barrett Brown est accusé dans le cadre d'un procès aux États-Unis d'avoir partagé le lien vers le site sur lequel les données piratées avaient été publiées.
Le 27 février 2012, Wikileaks publie plus de cinq millions de courriels issus de la compagnie. Wikileaks dénonce l'emploi par Stratfor de « réseaux d'informateurs, de structures de versement de pots-de-vin, de techniques de blanchiment d'argent ». 
Wikileaks révèle également que Srdja Popovic, un des deux fondateurs d’Otpor et du CANVAS , et son épouse, ont été salariés par Stratfor. Bien qu’Otpor et le CANVAS soient présentés comme des associations « non-violentes », soutenues par l’Otan pour renverser des gouvernements au profit d’équipes préparées par la CIA, Srdja Popovic conseille Stratfor, notamment en élaborant un plan de renversement du président du Venezuela Hugo Chávez. 
Le 15 novembre 2013, le lanceur d'alerte Jeremy Hammond est reconnu coupable d'avoir transmis à Wikileaks ces informations et est condamné à dix ans de prison.